# 山手茂
山手 茂（やまて しげる、1932年3月15日 -2025年4月15日 ）は、日本の社会学者・福祉学者。新潟医療福祉大学名誉教授。

## 略歴
広島県福山市生まれ。1954年東京大学文学部社会学科卒業。
県立広島女子大学助教授、東京女子大学教授、東京都神経科学総合研究所研究員、茨城大学教授、東洋大学教授、新潟医療福祉大学社会福祉学部学部長、同名誉教授をそれぞれ歴任。
1997年「福祉社会形成とネットワーキング-社会学・社会福祉学論集2」で東洋大学社会福祉学博士。
日本保健医療社会学会会長、日本医療社会福祉学会会長、日本社会病理学会理事、日本介護福祉学会理事、日本学術会議社会福祉研連第16期・17期委員。

## 著書
- 『現代日本の婦人問題』亜紀書房 1970
- 『現代日本の家族問題』亜紀書房 1972
- 『現代社会学入門 社会と人間の基礎理論』高文堂出版社 社会学全書 1981
- 『社会問題と社会福祉 社会学・社会福祉学論集』亜紀書房 1988
- 『生活原論 生活と福祉の基礎理論』放送大学教育振興会 1990
- 『福祉社会形成とネットワーキング 社会学・社会福祉学論集2』亜紀書房 1996
- 『社会学・社会福祉学50年』三冬社 2001
- 『社会福祉専門職と社会サービス』相川書房 2003

### 共編著
- 『現代日本の家族と家庭』山手秀子共著 高文堂出版社 1965
- 『女性・家庭・社会 広島で学んだこと』山手秀子共著 東方出版 1966
- 『消費者問題』野村かつ子,青山三千子共著 亜紀書房 1971
- 『社会学』中本博通共著 メヂカルフレンド社 高看基礎講座 1975
- 『難病患者とともに』川村佐和子,木下安子共編 亜紀書房 1975
- 『看護実践と看護社会学』木下安子共編集 メヂカルフレンド社 1976
- 『看護調査法 計画からまとめまで』木下安子共編著 メヂカルフレンド社 1980
- 『MSWの役割と専門技術 保健・医療・福祉の統合』須川豊共編 へるす出版 1982
- 『女性学概論』山口真共編 亜紀書房 1987
- 『国際比較社会学』古屋野正伍共編著 学陽書房 1995
- 『社会学 全訂新版』古屋野正伍,鎌田とし子共著 学陽書房 現代大学双書 1998
- 『保健・医療・福祉の研究・教育・実践』園田恭一,米林喜男共編 東信堂 2007
- 『園田保健社会学の形成と展開』米林喜男,須田木綿子共編 東信堂 2013

### 翻訳
- マーガレット・ジベルマン, フィリップ・H.シェルビッシュ『ソーシャルワーカーとは』岩崎浩三共監訳 吉村哲也訳 日本ソーシャルワーカー協会 1997